# Una partita a scacchi
(Una partita a scacchi, atto unico, scena seconda)
Una partita a scacchi è un'opera teatrale in versi di Giuseppe Giacosa. Venne rappresentata per la prima volta all'Accademia Filarmonica di Napoli il 30 aprile 1873, e venne messa in scena da Achille Torelli.
Il lavoro è dedicato al «conte Federigo Pastoris, pittore». Nella dedica, Giacosa fa un parallelo tra un quadro del Pastoris, intitolato I signori di Challant, e i personaggi della commedia.
Da questo brano teatrale venne tratto il libretto per l'omonima opera lirica musicata da Pietro Abbà Cornaglia.

## Trama

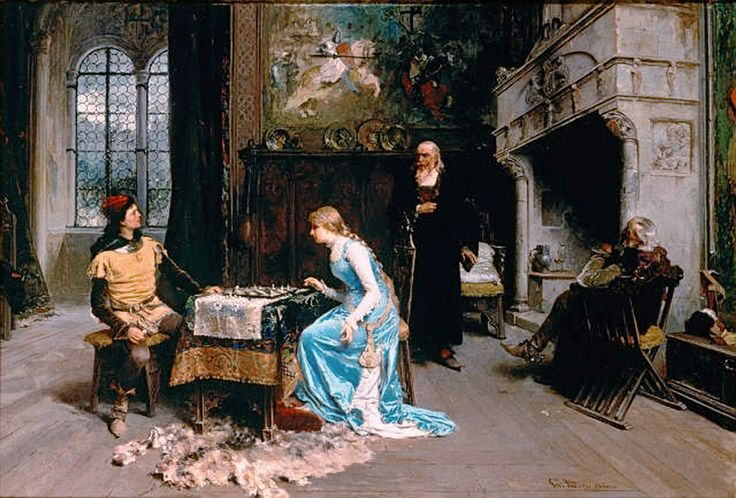
Gerolamo Induno, La partita a scacchi, dipinto ispirato al dramma

L'azione si svolge nel castello di Renato, in Valle d'Aosta, nel XIV secolo.
Il vecchio Renato e la figlia Iolanda sono soli. Renato ha un cruccio: la figlia non è ancora sposata ed egli desidererebbe che si trovasse un marito e gli donasse dei nipoti, ma Iolanda non ha finora accettato nessuna delle proposte ricevute.
Giunge al castello, per rendere omaggio a Renato, il vecchio amico Oliviero, conte di Fombrone. Oliviero è accompagnato dal paggio Fernando, un orfano giovane e coraggioso che nel viaggio verso il castello ha saputo salvare Oliviero e il suo piccolo seguito da una banda di pericolosi masnadieri.
Renato ammira il coraggio di Fernando, ma ne biasima l'eccessivo orgoglio. Decide perciò di metterlo alla prova, invitandolo a una partita a scacchi con Iolanda, gioco in cui la giovane eccelle. Se Fernando vincerà, sarà sposo di Iolanda, se perderà, gli dice senza farsi udire dagli altri, la pena sarà la morte.
Fernando, affascinato da Iolanda, accetta la sfida. Quando sembra che stia per perdere, Renato, spaventato dalla possibile conseguenza, cerca di dissuaderlo dal continuare la partita, ma Fernando rifiuta risolutamente.
Anche Iolanda però è stata affascinata dalla bellezza e dal coraggio del giovane paggio. Durante la partita i due si scambiano reciproci complimenti, e alla fine è Iolanda stessa ad effettuare una mossa per Fernando, dandosi scacco matto e concedendoglisi in sposa per la soddisfazione di tutti.